# IC 4661
IC 4661 ist eine Spiralgalaxie vom Hubble-Typ Sc im Sternbild Paradaisvogel am Südsternhimmel. Sie ist schätzungsweise 210 Millionen Lichtjahre von der Milchstraße entfernt.
Das Objekt wurde am 20. August 1900 vom US-amerikanischen Astronomen DeLisle Stewart entdeckt.